# 马坝似蹄吸虫
马坝似蹄吸虫（学名：Maritreminoides mapaensis）为微茎科似蹄属的动物。在中国大陆，分布于广东等地，营寄生生活，宿主家鸭以及寄生在肠部。